# Lumban Sialaman
Lumban Sialaman is een bestuurslaag in het regentschap Humbang Hasundutan van de provincie Noord-Sumatra, Indonesië. Lumban Sialaman telt 571 inwoners (volkstelling 2010).